# Aloe tenuifolia
Aloe tenuifolia é uma espécie de liliopsida do gênero Aloe, pertencente à família Asphodelaceae.